# Сан Филипо (Напуљ)
Сан Филипо је насеље у Италији у округу Напуљ, региону Кампанија.
Према процени из 2011. у насељу је живело 38 становника. Насеље се налази на надморској висини од 153 м.